# Rosa 'Gertrude Jekyll'
'Gertrude Jekyll' ('AUSbord' es el nombre del obtentor registrado), es un cultivar de rosa que fue conseguido en Reino Unido en 1986 por el rosalista británico David Austin.

## Descripción
'Gertrude Jekyll' es una rosa moderna cultivar del grupo « English Rose Collection ».
El cultivar procede del cruce de 'Wife of Bath'® x 'Comte de Chambord' (portland, Robert & Moreau, pre 1858).
Las formas arbustivas del cultivar tienen porte erguido que alcanza más de 120 a 305 cm de alto con 120 a 185 cm de ancho. Las hojas son de color verde oscuro mate de tamaño medio, follaje coriáceo.
Sus delicadas flores de color rosa intenso. Fuerte fragancia de osa antigua. Flor con 45 pétalos. El diámetro medio de 4,25". Tamaño de flor mediano, dobles (17 a 25 pétalos), en pequeños grupos, en forma de copa, en cuartos, rosetón.
Florece de una forma prolífica, floración en oleadas a lo largo de la temporada.

## Origen
El cultivar fue desarrollado en Reino Unido por el prolífico rosalista británico David Austin en 1986. 'Gertrude Jekyll' es una rosa híbrida con ascendentes parentales de cruce de 'Wife of Bath'® x 'Comte de Chambord' (portland, Robert & Moreau, pre 1858).
El obtentor fue registrado bajo el nombre cultivar de 'AUSbord' por David Austin en 1986 y se le dio el nombre comercial de exhibición 'Gertrude Jekyll'™.
También se le reconoce por el sinónimo de 'AUSbord'.
- La rosa fue conseguida antes de 1986 e introducida en el Reino Unido por David Austin Roses Limited (UK) en 1986 como 'Gertrude Jekyll'.[1]
- La rosa 'Gertrude Jekyll' fue introducida en Estados Unidos con la patente "United States - Patent No: PP 7,220  on  17 Apr 1990/The patent application reports the following parentage:Female parent (seed parent): An unnamed seedling. /Male parent (pollen parent): Comte de Chambord.".[1]
- La rosa 'Gertrude Jekyll' fue introducida en Australia con la patente "New Zealand - Patent No: 522  on  20 Aug 1990/Application  on  9 Mar 1989".[1]
- La rosa 'Gertrude Jekyll' fue introducida en Nueva Zelanda con la patente "New Zealand - Patent No: 522  on  20 Aug 1990/Application  on  9 Mar 1989".[1]

Se nombra en honor de la reconocida diseñadora de jardines y escritora Gertrude Jekyll.

## Cultivo
Aunque las plantas están generalmente libres de enfermedades, es posible que sufran de punto negro en climas más húmedos o en situaciones donde la circulación de aire es limitada.
Se desarrollan mejor a pleno sol. En América del Norte son capaces de ser cultivadas en USDA Hardiness Zones 5b a 10b. La resistencia y la popularidad de la variedad han visto generalizado su uso en cultivos en todo el mundo.
Puede ser utilizado para las flores cortadas, jardín o portador guía. Vigorosa. En la poda de Primavera es conveniente retirar las cañas viejas y madera muerta o enferma y recortar cañas que se cruzan. En climas más cálidos, recortar las cañas que quedan en alrededor de un tercio. En las zonas más frías, probablemente hay que podar un poco más que eso. Requiere protección contra la congelación de las heladas invernales.

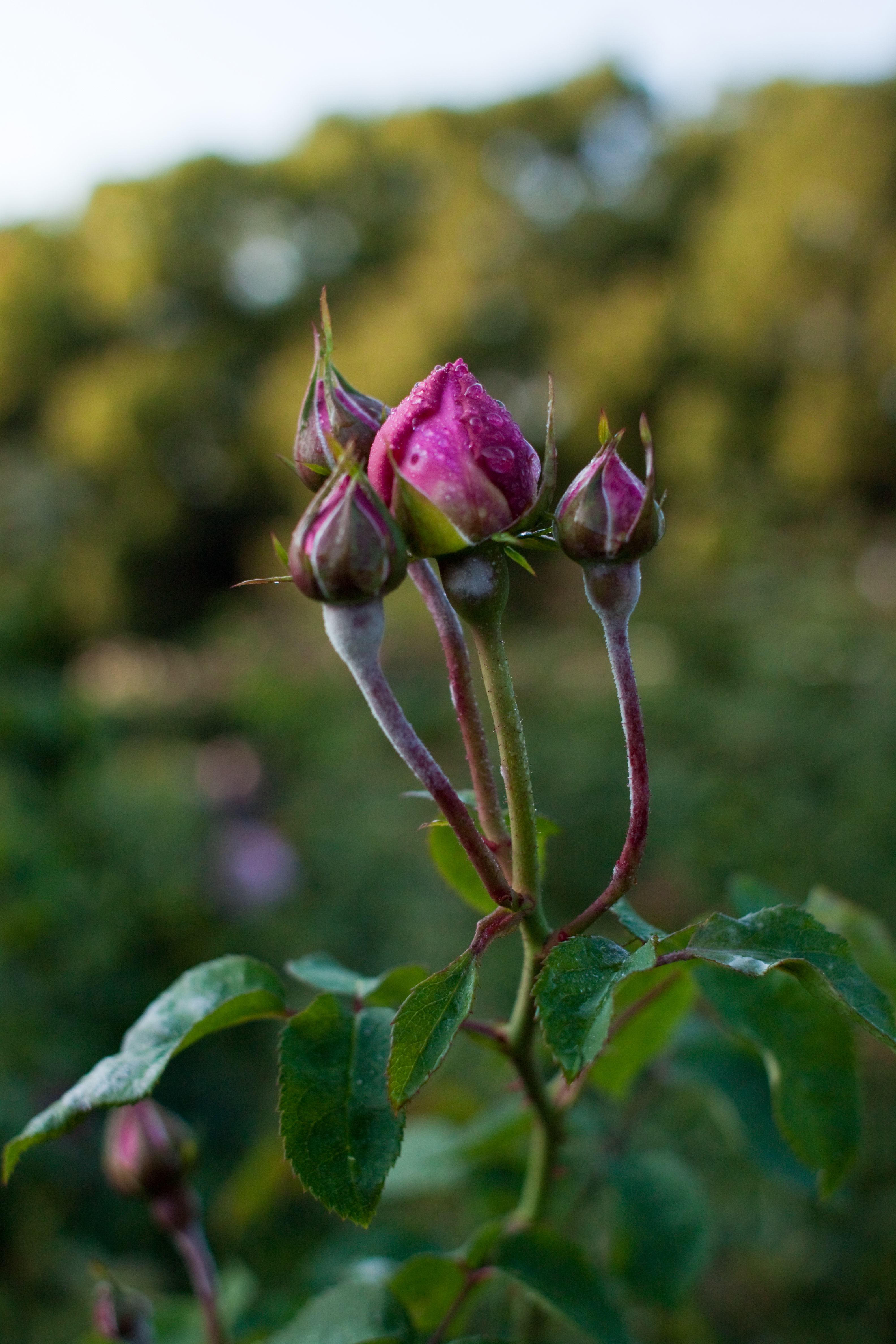
Capullo de la Rosa 'Gertrude Jekyll'
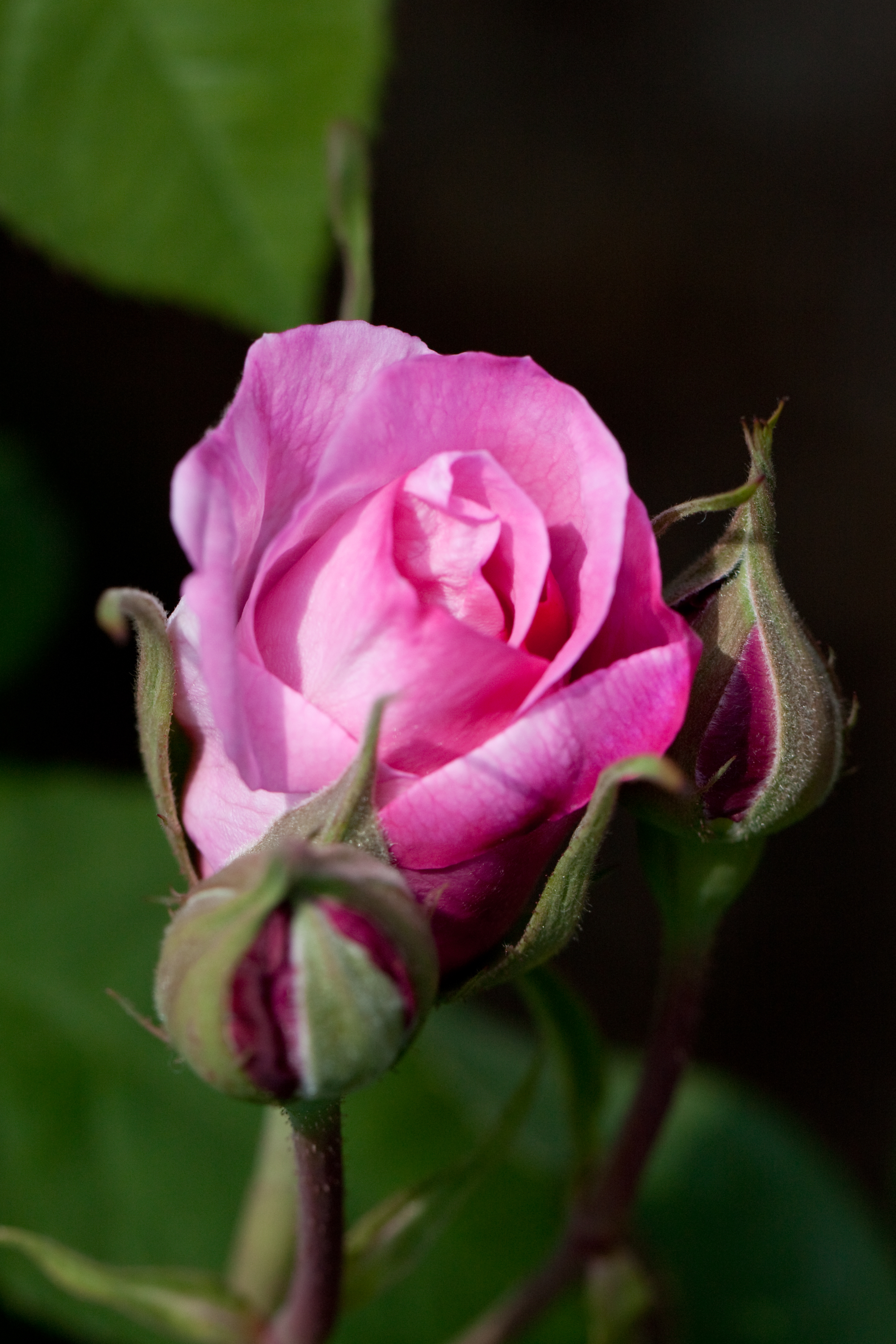
Rosa 'Gertrude Jekyll'
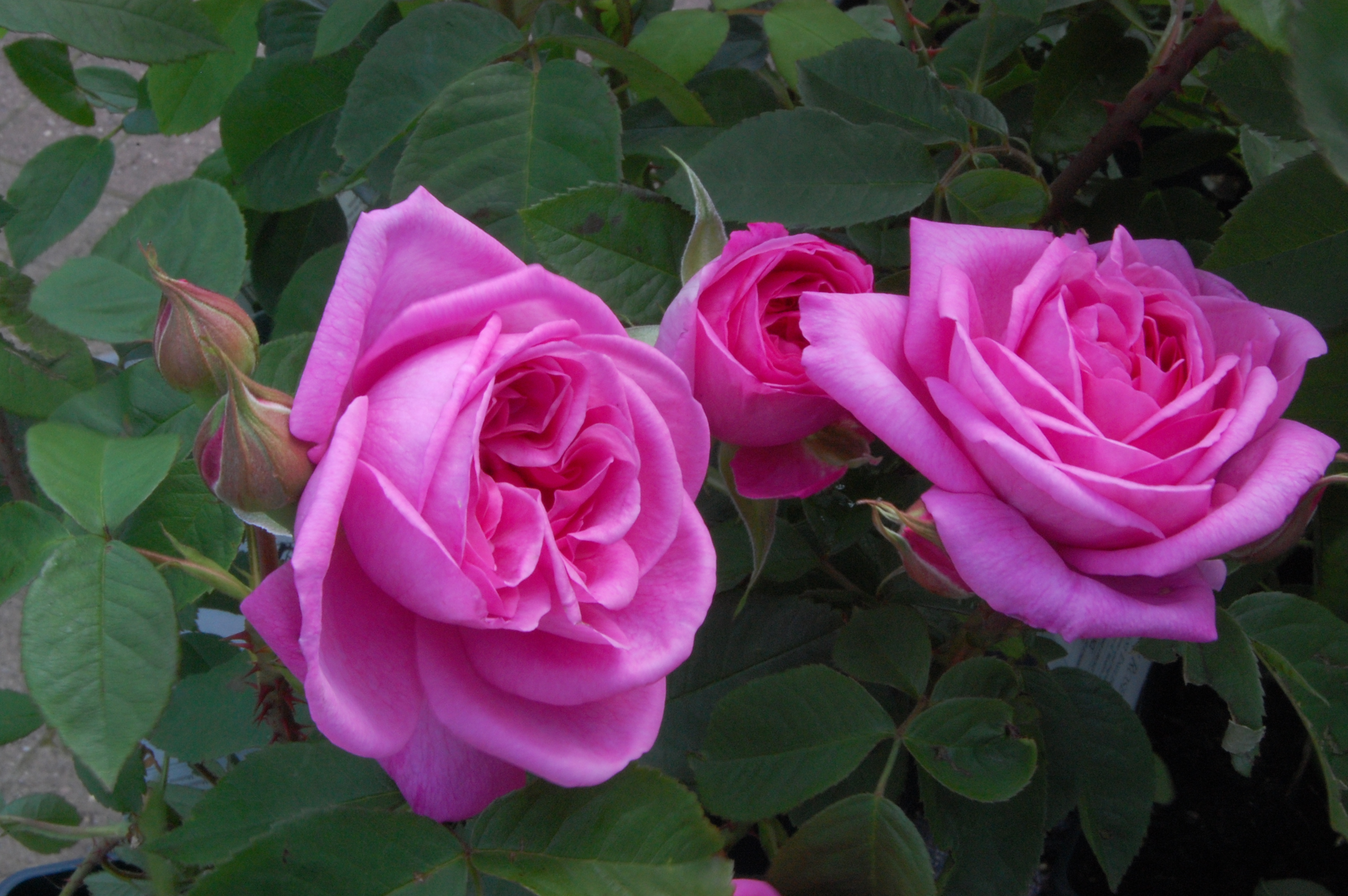
Grupo de rosas 'Gertrude Jekyll'
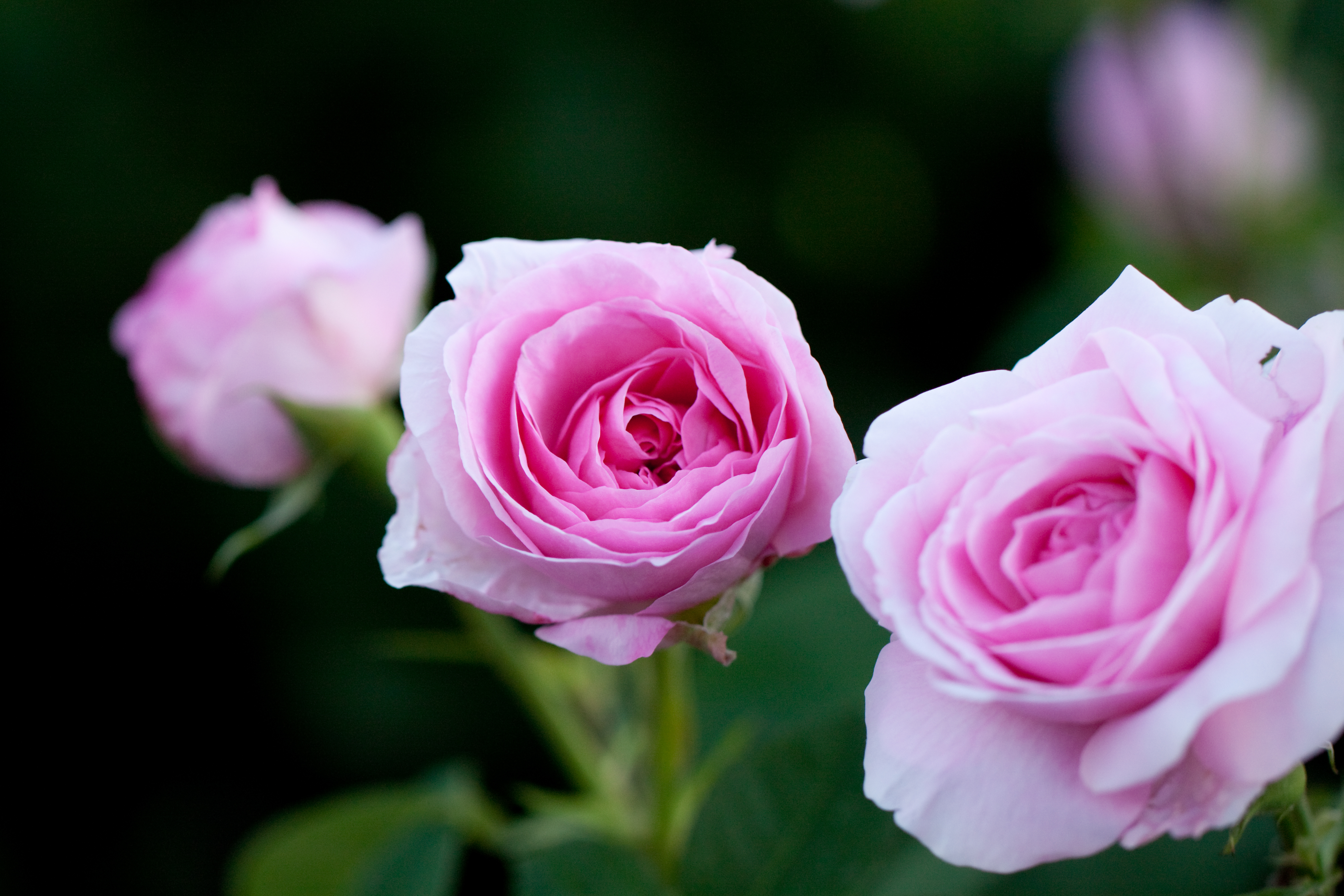
Rosa 'Gertrude Jekyll'